# کازوئو یامادا
کازوئو یامادا (انگلیسی: Kazuo Yamada; زاده ۱۹ اکتبر ۱۹۱۲ – درگذشته ۱۳ اوت ۱۹۹۱) موسیقی‌دان، رهبر ارکستر و آهنگساز اهل ژاپن بود.
از فیلم‌ها یا مجموعه‌های تلویزیونی که وی در آن‌ها نقش داشته است می‌توان به چه خبر، تایگر لی‌لی؟ اشاره نمود.